# Фонд культуры и искусства Юниверсал
Фонд культуры и искусства "Юниверсал" (кор. 유니버설문화재단, англ. Universal Cultural Foundation) — неправительственный фонд в Республике Корея. Фонд является одним из ведущих балетных концернов Южной Кореи. Расположенный в Сеуле, он управляет следующими компаниями: Центр изящных искусств "Юниверсал", Юниверсал-балет и Академия балета Юниверсал, Кировская академия балета. Фонд сотрудничает с Министерством культуры, спорта и науки Республики Корея, предоставляя балерин для участия в культурных программах.
При поддержке министерства были поставлены спектакли, такие как пьеса Сим Чхон с музыкой американского композитора Кевина Пикарда, а также представление "Лебединое озеро" на правительственном уровне. Президентом фонда является Джулия Мун, которая была удостоена премии от министерства за выдающиеся заслуги в области культуры и искусства. Финансирование фонда осуществляется частично за счет средств, предоставленных министерством культуры Республики Корея.